# Sambhar (ciutat)
Sambhar (oficialment avui dia Sambhar Lake Town) és una ciutat i municipi del Rajasthan al districte de Jaipur. Està situada a la riba del llac Sambhar, a la punta sud-est. Consta al cens del 2001 amb 22.293 habitants i fa un segle, el 1901, tenia 10.873 ciutadans.
Sambhar fou la primera capital dels rajputs chauhans quan van arribar a la Rajputana des del Ganges a la meitat del segle viii. El famós Prithwi Raj, raja chauhan d'Ajmer i sobirà de Delhi, es titulava Sambhari Rao (senyor de Sambhar); Prithwi va morir el 1192 en lluita contra Muizz al-Din Muhammad de Ghor i en endavant fou possessió dels sultans de Delhi i després de l'Imperi Mogol fins al 1708. En aquests anys se'n van apoderar els rajputs de Jodhpur i Jaipur, junt amb 60 pobles de l'entorn; durant anys van disputar la ciutat i els pobles annexes, fins que van establir un condomini vers la meitat del segle xviii sobre la ciutat i 12 pobles.